# 武藤欣之助
武藤 欣之助（むとう きんのすけ、1910年〈明治43年〉3月25日 - 没年不明）は、日本の実業家。広正社創業者。

## 経歴
山梨県東山梨郡平等村上岩下（現・山梨市上岩下）出身。1931年、20歳で広正社を個人創業。各種看板の製作、屋外広告、浴場広告を主として取扱う。
1953年、有限会社に改組する。1955年、株式会社組織に改める。宣伝自動車、交通広告の方面に進出する。
京成電鉄広告会会長、東京都浴場広告連盟理事、広正社社長、東京浴場組合理事、京成懇談会会長などをつとめる。

## 人物
趣味は旅行。住所は東京都葛飾区青戸6丁目。本籍は山梨県山梨市上岩下。
1969年5月に税務署に於て発表した年間所得500万円以上の高額所得者の名簿である『全国高額所得調 昭和44年度版』に武藤欣之助（広告宣伝業）が掲載されている。